# Saint-Paul-lès-Monestier
Saint-Paul-lès-Monestier – miejscowość i gmina we Francji, w regionie Owernia-Rodan-Alpy, w departamencie Isère.
Według danych na rok 1990 gminę zamieszkiwało 190 osób, a gęstość zaludnienia wynosiła 14 osób/km² (wśród 2880 gmin regionu Rodan-Alpy Saint-Paul-lès-Monestier plasuje się na 1437. miejscu pod względem liczby ludności, natomiast pod względem powierzchni na miejscu 870.).